# Batalla de Braga
La batalla de Braga fou un dels episodis de la guerra del francès.

## Antecedents

Campanyes franceses

Després de la desastrosa Convenció de Sintra, en la qual es va permetre la repatriació de les tropes franceses derrotades en la batalla de Vimeiro, els comandants de l'exèrcit britànic van ser cridats a la seva pàtria per enfrontar-se a una recerca i les tropes expedicionàries britàniques a Espanya i Portugal van ser deixades al comandament de John Moore. Amb l'arribada del propi Napoleó amb un exèrcit a Espanya, els francesos van entrar a Madrid el 4 de desembre, van posar setge a Saragossa, que caigué en 21 de febrer de 1809, Soult rep ordres de l'emperador de perseguir i derrotar l'exèrcit anglès del general Moore, que ha de reembarcar durant la batalla de La Corunya
El rearmament austríac que acabaria amb la guerra de la Cinquena Coalició provocà que Napoleó marxés de Valladolid el 17 de gener, arribant a París el 23 de gener i va ordenar al mariscal Soult que envaís Portugal des del nord però l'hivern va fer impracticable el Miño i per la resistència de les forces portugueses situades entre Cerveira i Valença i Soult va decidir fer una volta per la frontera muntanyosa de l'alt Minho i va travessar la frontera el 7 de març de 1809 per Trás-os-Montes amb 23.000 homes, d'ells 4.000 a cavall, i 50 peces d'artilleria, prenent Chaves el 12 de març.
Les tropes de Soult van marxar cap a Braga i l'avantguarda va ser aturada entre Ruivães i Salamonde per l'exèrcit portuguès a les ordres del general Freyre, combatent a baioneta, i el 17 de març, l'exèrcit francès va prendre posició a les altures de Carvalho mentre l'exèrcit portuguès es trobava en ordre de batalla a les muntanyes davant de Braga. El 18 de març, per desbordar la dreta francesa, els portuguesos agafen la vila Linoso, que serà recuperat per l'avantguarda del general Francesqui el 19 de març.
Bernardim Freire creient que no era capaç d'organitzar una defensa efectiva a la regió de Braga pretenia iniciar la retirada de les seves forces regulars a Porto i participar en la defensa de la ciutat però va ser mal interpretat per la població, que el linxà, i Christian Adolph Frederick Eben, comandant del batalló de la Legió Lusa, que havia estat enviat per reforçar-lo va prendre el comandament de les forces.

## Batalla
El 17 de març, els francesos van llançar un primer atac contra les posicions avançades a Carvalho d'Este i van ser repel·lits. L'endemà, es va llançar un nou atac però va ser igualment repel·lit. El 19, els francesos van aconseguir prendre la posició contra el dispositiu portuguès.
El 20 de març, a les 9 hores, l'exèrcit francès es posa en ordre de batalla, al centre la divisió del general Delaborde i la divisió de dragons del general Lahoussaye va atacar el centre de la posició portuguesa a banda i banda de la carretera que travessava el Mont Adafe. La divisió de Mermet forma l'ala esquerra amb el suport de la divisió de cavalleria lleugera de Francesqui i van atacar els vessants boscosos del Monte Valongo, i la divisió de Heudelet forma l'ala dreta i va atacar el terreny alt sobre el riu Cávado amb una brigada i va deixar una altra brigada en reserva per a l'exèrcit juntament amb els dragons de Loges. A les 7:30 hores, la divisió d'infanteria del general Delaborde es va dirigir cap a les línies enemigues sense respondre al foc, i la agosarada marxa, l'ordre i la regularitat dels moviments, intimiden els portuguesos, que poc abans del xoc entre les dues línies van fugir sent perseguits i massacrats implacablement per la cavalleria francesa i la batalla es converteix en carnisseria.

## Conseqüències
Soult tenia el camí obert a Porto i va creure que el nord de Portugal estava sota control, però les tropes regulars es retiraren majoritàriament a Porto i els ordenances es van dispersar sobre el terreny i aviat van començar a seguir als francesos i van intentar evitar el pas de Rio Ave.
Francisco da Silveira va recuperar Chaves el 25 de març, i aquesta maniobra va alterar seriosament els plans de Soult, obligant-lo a esperar, per falta de línies de subministrament, entre el Douro i la Vouga. Els britànics van tornar a Portugal l'abril amb tropes de refresc, nous aprovisionaments i un nou comandant, Sir Arthur Wellesley, obligant, després de la segona batalla de Porto, a la retirada de Soult de Portugal fins al seu punt de partida, la ciutat d'Ourense. Sabedor el mariscal Ney de les diferències entre la Junta d'Astúries i la Romana, va envair Astúries amb 6.000 homes des de Galícia fins a Oviedo, mentre des de Valladolid amb una força semblant travessava el port de Pajares el general François Étienne de Kellermann. Ney va entrar a Oviedo el 19 de Maig, Kellermann va quedar-se a Oviedo, i a Villaviciosa al general Jean Pierre François Bonet, que havia arribat des de Santander, i Ney va tornar a Galícia. El mes de juny, Soult decideix abandonar Galícia per Valdeorras en direcció a Zamora després de la seva derrota a la batalla de Ponte Sampaio.
Wellesley va avançar cap a Espanya per unir-se als espanyols de general Cuesta, combatent a la batalla de Talavera contra sota el mariscal Claude Victor Perrin i el major general Horace Sébastiani, i Wellesley immediatament es va retirar a Portugal atès que Nicolas Jean de Dieu Soult pretenia tallar la seva retirada a Portugal.